# Barbus prionacanthus
Barbus prionacanthus är en fiskart som beskrevs av Volker Mahnert och Jacques Géry 1982. Barbus prionacanthus ingår i släktet Barbus och familjen karpfiskar. IUCN kategoriserar arten globalt som livskraftig. Inga underarter finns listade.